# Emanuel Chán
Emanuel Chán (13. února 1950 Duchcov – 21. srpna 2020 Teplice) byl český politik, po sametové revoluci jeden ze zakladatelů ČSSD v Plzni a československý poslanec Sněmovny lidu Federálního shromáždění.

## Biografie
Působil jako vysokoškolský učitel. Už v listopadu 1989 patřil k zakládajícím členům rodící se sociálně demokratické strany v Plzni. V roce 1990 ho krajská konference ČSSD zvolila jedním z místopředsedů. V letech 1989–1991 byl místopředsedou Krajského výkonného výboru ČSSD.
Ve volbách roku 1992 byl za ČSSD zvolen do Sněmovny lidu (volební obvod Západočeský kraj). Ve Federálním shromáždění setrval do zániku Československa v prosinci 1992.
Angažoval se i v komunální politice. komunálních volbách roku 1994 byl zvolen za ČSSD do zastupitelstva města Plzeň a stal se i členem městské rady. O zvolení do zastupitelstva Plzně se za ČSSD pokoušel neúspěšně i v komunálních volbách roku 1998 a komunálních volbách roku 2002. Profesně byl uváděn jako manažer. Od roku 1994 působil i jako regionální koordinátor ČSSD v Západočeském kraji a v roce 1995 ho krajská konference zvolila předsedou krajského koordinačního výboru ČSSD. Tento post zastával do roku 1997. V roce 1999 byl místopředsedou městského výboru ČSSD v Plzni a v letech 1991–1993 s opětovně 1995–1997 i členem ústředního výkonného výboru ČSSD. Působil rovněž jako dlouholetý předseda Masarykovy dělnické akademie. Později přesídlil do rodného Duchcova, protože se zde v komunálních volbách roku 2006 neúspěšně pokoušel za ČSSD o zvolení do zastupitelstva města. Profesně byl naposledy zmiňován jako přírodovědec.
V letech 1999–2007 se uváděl jako člen dozorčí rady organizace Nadační fond pro zdraví občanů města Plzně.